# Julia Higgins
Pour les articles homonymes, voir Higgins.
Julia Higgins, née en 1942, est une chimiste et physicienne britannique spécialiste de science des polymères.

## Biographie
Ancienne élève du Somerville College, l'Université d'Oxford, Julia Higgins travaille à l'Institut Laue-Langevin avant d'être nommée professeur de science des polymères à l'Imperial College. Elle est à l'origine d'importants travaux de recherche sur le comportement des polymères par l’application de techniques de diffusion de neutrons.
Lauréate du Prix Holweck en 2006, elle est membre de l'Académie nationale d'ingénierie américaine et de la Royal Society dont elle est vice-présidente de 2001 à 2006. Dame Julia Higgins est doyenne de la faculté d'ingénierie de l'Imperial College. Elle est à l'origine de nombreux projets visant à soutenir le rôle des femmes en sciences et est présidente du Conseil Scientifique International de l'ESPCI ParisTech.
Julia Higgins a été élevée à la dignité de Dame of the British Empire en 2001 et de Chevalier de la Légion d’honneur en 2003.